# Adelheid Popp
Adelheid Popp (ur. 11 lutego 1869 w Inzersdorf, zm. 7 marca 1939 w Wiedniu) – austriacka polityk, działaczka na rzecz praw kobiet, założycielka proletariackiego ruchu kobiet w Austrii, deputowana do Rady Narodowej z ramienia Socjaldemokratycznej Partii Robotniczej Austrii (1919–1933/34) i pierwsza kobieta w historii Austrii, która wygłosiła przemówienie w austriackim parlamencie.

## Życiorys
Adelheid Popp urodziła się 11 lutego 1869 roku jako piętnaste dziecko rodziny tkaczy w Inzersdorfie . Była najmłodszym dzieckiem z pięciu, które przeżyły . Po śmierci ojca, od szóstego roku życia pracowała, by pomóc w utrzymaniu rodziny . W latach 1876–1879 uczęszczała do szkoły podstawowej . W wieku 10 lat przeprowadziła się z matką do Wiednia . 
Od 1883 roku pracowała w fabryce wyrobów z brązu, a następnie w fabryce korka . Wówczas zaczęła interesować się polityką  i zaangażowała się w szerzenie idei socjaldemokrytycznych . W 1889 roku wstąpiła do wiedeńskiego towarzystwa na rzecz edukacji pracownic . Wkrótce wzbudziła zainteresowanie Fryderyka Engelsa (1820–1895), Augusta Bebela (1840–1913), Jakoba Reumanna (1853–1925) i Victora Adlera (1852–1918) . Żona Adlera – dziennikarka Emma Adler (1858–1935), która udzielała Popp lekcji języka niemieckiego i ortografii, miała duży wpływ na młodą działaczkę . Popp wygłaszała mowy podczas zebrań robotników na terenie całej monarchii i stała się popularną agitatorką . 
W latach 1893–1934 zajmowała się pisaniem, m.in. w 1892 roku objęła redakcję pisma „Arbeiterinnen-Zeitung” . W 1893 roku była jedną z założycielek klubu dyskusyjnego „Libertas” , któremu przewodniczyła . W tym samym roku znalazła się w zarządzie stowarzyszenia edukacyjnego wiedeńskiej dzielnicy Meidling, a następnie w zarządzie pracowniczego stowarzyszenia edukacyjnego dzielnicy Rudolfsheim . W 1894 roku poślubiła austriackiego socjaldemokratę Juliusa Poppa, z którym miała dwóch synów . Współorganizowała pierwsze zebrania socjaldemokratek . W 1898 roku została przewodniczącą socjaldemokratycznego Komitetu Kobiet Rzeszy, a 1904 roku weszła do zarządu Socjaldemokratycznej Partii Robotniczej Austrii .
Angażowała się w walkę o prawa kobiet, m.in. o prawo kobiet do organizowania się w partie polityczne oraz o prawo wyborcze . Prawa te przyznano kobietom po utworzeniu Republiki Niemieckiej Austrii w 1918 roku . W latach 1918–1923 zasiadała w radzie miejskiej Wiednia . Angażowała się na rzecz odnowienia po I wojnie światowej Międzynarodówki Kobiet . W latach 1923–1934 była reprezentantką ruchu kobiet w Międzynarodówce Socjalistycznej .
W 1919 roku została wybrana do Rady Narodowej . Mandat sprawowała do roku 1933/34 . 3 kwietnia 1919 roku jako pierwsza kobieta w historii Austrii wygłosiła przemówienie w austriackim parlamencie . Jako członek Rady Narodowej pracowała nad prawem rodzinnym i prawem karnym . Udało jej się poprawić warunki pracy służących . Podjęła również próbę złagodzenia ustawy aborcyjnej . 
W latach 30. XX w. musiała poddać się operacji guza, co nie pozwoliło jej na emigrację .
Zmarła 7 marca 1939 roku w Wiedniu .

## Publikacje
Lista podana za Österreichisches Biographisches Lexikon :
- Die Arbeiterin im Kampf um’s Dasein, 1895
- Die Jugendgeschichte einer Arbeiterin, von ihr selbst erzählt. Mit einführenden Worten von August Bebel, 1909
- Schutz der Mutter und dem Kinde, 1910
- Mädchenbuch, 1911
- Haussklavinnen, 1912
- Gedenkbuch. 20 Jahre österreichische Arbeiterinnenbewegung., 1912
- Erinnerungen. Aus meinen Kindheits- u. Mädchenjahren. Aus der Agitation und anderes., 1915
- Frau, Arbeiterin, Sozialdemokratie, 1916
- Der Weg zur Höhe: die sozialdemokratische Frauenbewegung Österreichs. Ihr Aufbau, ihre Entwicklung und ihr Aufstieg., 1929

## Upamiętnienie
W 1949 roku jej imieniem nazwano jeden z wiedeńskich bloków mieszkalnych – Adelheid-Popp-Hof